# إبراهيم الإسكندراني
الشيخ إبراهيم الإسكندرانى (31 أغسطس 2000 -8 يوليو 1931) هو مُنشد ومُبتهل وقارئ قرآن مصري بالإذاعة المصرية.

## مولده ونشأته
وُلد الشيخ إبراهيم فتح الله محمد علي المعرف باسم «إبراهيم الإسكندراني» فِي 8 يوليو 1931 م بمنطقة محرم بك بمدينة الإسكندرية.. نشأ في بيئة قرآنية وعاش طفولته بين شوارعها الفسيحه حتي سن التاسعة من عمره ثم انتقل إلي القاهرة مع والده واستقرَّ في حي السيدة زينب رضي الله عنها ذلك الحي القديم الذي تحيطه هاله من القدسية وله علامات وكرامات خاصة، ولذلك ارتبط اسم شيخنا ارتباطاً وثيقاً بمسجد السيدة زينب رضي الله عنها.
- - كان والده مبتهلاً ومنشداً، إلى جانب أنه كان قارئاً للقرآن الكريم بمسجد قصر محمد علي بزيزينيا (أحد قصور الملك بالإسكندرية) ثم مسجد قصر محمد علي بالمنيل بالقاهرة ثم مسجد الشامية الموجود الآن بجوار وزارة الداخلية في ميدان لاظوغلي بالقاهرة.. فَتعلم الأبن من أبيه قراءة القرآن الكريم ثم الإنشاد الديني فكان الشيخ الصغير ينشد في بطانة والده.

## بداية الطريق
- - فِي عام 1942 م وفي إطار الاحتفال بالليلة الختامية لمولد السيدة زينب رضي الله عنها كان الشيخ علي محمود هو الذي يحيي هذه الليلة وبصحبته بطانته وكان ينشد توشيح (مَولاَيَ كَتبتَ رَحمَةَ َالنَاسِ عَليِك) فكان الشيخ الإسكندراني من ضمن الحاضرين المستمعين وسنه لا يتجاوز الـ 11 عامًا / فأنشد الطفل مع البطانه من طبقة صوتية تسمي بــ جواب الجواب وبأداء رائع ولم يخرج عن النغمات الموسيقية حتي أعجب به الشيخ علي محمود وحضنه وقبّله وطلب منه إعادة ما قاله مرة أخرى حتي أشتد إعجابه به وضمّه إلي بطانته على الرغم من صغر سنه ! فتتلمذ الإسكندراني علي يد الشيخ علي محمود من خلال حفظ الطفل الصغير للقصائد والموشحات الدينية والابتهالات والمدائح النبوية، وأصبح يتنقل مع الشيخ علي محمود في الموالد والاحتفالات الدينية والمحافل الهامة.
  - وفي نفس العام 1942 م ذهب شيخنا مرة أخرى إلى مسجد السيدة زينب للاستماع إلي شيخ القراء الشيخ عبد الفتاح الشعشاعي في قراءته لسورة الكهف ليوم الجمعة وفور الانتهاء من أداء صلاة الجمعة طلب منه الشيخ الشعشاعي أداء بعض الإبتهالات والتواشيح الدينية بالمسجد فأعجب به أكثر وأكثر، وطلبه ليكون معه في إحدي الليالي القرآنية بسرادق عزاء بمنطقة إمبابة بمحافظة الجيزة، وشدَّ علي يديه وطلب منه الإستعداد التام لأنه سيكون له شأن كبير في عالم الابتهالات الدينية والإنشاد الديني.[1]

## شهرته وانطلاقه
وكانت هذه النشأة الدينية للشيخ الإسكندراني بين هؤلاء العمالقة في تلاوة القرآن والإنشاد وحفظه للقرآن على يد والده وعلى يد الشيخ عامر السيد عثمان وكان يحفظ ويراجع القرآن الكريم بعد صلاه الفجر يوميا في مسجد السيدة زينب رضي الله عنها حيث كان الشيخ عامر عثمان شيخ مقرأة الفجر بالمسجد الزينبي، وكان يحفظ معه زملائه الذين يلتفون حول الشيخ عامر وكان كل منهم يقرأ حصّته في القرآن والشيخ عامر يستمع إليهم، ثم أخذه إلى المدرسة التي كان يرأسها ويديرها وهي بجوار سبيل أم عباس، وبدأ والده يصحبه مع في الحفلات الدينية ليقرأ القرآن وينشد القرآن إلي أن أصبح له جمهور وعشاق ومستمعون ومنها بدأ شيخنا يغوص في أعماق بحور الإنشاد الديني ويلحن القصائد وينشدها مع الابتهالات والأغاني الدينية.
- - ظل شيخنا يصول ويجول في قرى ونجوع وكفور مصر إلى أن تلقى دعوه لأداء الإنشاد الديني في سرادق للثقافة الجماهيرية خلال احتفالات شهر رمضان المبارك وفي احتفالات المولد النبوي الشريف.

## أساتذته
تعلم الإسكندراني إلى جانب والده والشيخ علي محمود والشيخ عبد الفتاح الشعشاعي والشيخ عامر السيد عثمان ; تعلم كذلك علي يد الشيخ إبراهيم الفران والشيخ درويش الحريري والشيخ إسماعيل سكر والشيخ زكريا أحمد، واستفاد من جلسات الأستاذ محمد عبد الوهاب والسيدة أم كلثوم، كما أستفاد من الأساليب المختلفة للمشايخ فكما يُقال في الأثر «كل شيخ وله طريقه وأسلوبه في أداء التواشيح يتصرف فيها كما يشاء بطريقته الخاصة مع الحفاظ علي الملامح الرئيسية لـللحن الأساسي» ; فقطف الشيخ من كل بستان زهره ومن كل نبع قطره وتفرد بأسلوبه الخاص.

## أبناؤه
نظرًا لحبِّ الشيخ لفنِّه فقد قام بتحفيظ أبنائه وتدريبهم على إلقاء وإنشاد التواشيح الدينية وكانوا يقومون معه في المنزل بدور البطانة عندما يقوم شيخنا بتدريب نفسه على توشيح جديد أو كلمات لإبتهالات جديدة فهو عاشق وأسرته لقراءة القرآن الكريم وإنشاد الإبتهالات وأداء التواشيح الدينية فقد حَصُلَ أحد أبنائِه علي جَائزة دار الأوبرا المصرية في فن الإنشاد الديني ولكن القدر لم يمهله حيث تُوفي مُبكرًا في حياة شيخنا.. كما أن جميع أولاده عملوا معه في بطانته وعملوا أيضاً في بطانة الشيخ محمد الطوخي فقد نشأوا في منزل كله روحانيات شربوا خلالها علوم وفنون القراءة والتجويد والإبتهال واستمعوا لعازفين مهره وتعلموا المقامات الموسيقية وحفظوا الشعر الديني القديم.

## حبه لرسول الله
عُرِفَ عنهُ حبُّه الشديد لسيد الخلق وحبيبِ الحق سيدنا رسول الله صلي الله عليه وسلم ولآلِ بيتهِ الكِرام، حتي أنه عندما ذهب لأداء فريضة الحج لأول مرّة وعند وقوفه أمام قبر الرسول وفي مواجهة الروضة الشريفة بكي بكاءاً شديداً ورأى نور النبي صلي الله عليه وسلم وكان يقول كلاما لحضرة الرسول محمد ﷺ وسمعه أحد الحاضرين بالمسجد النبوي فكتب ورائه ما يقول دون أن يشعر، وعندما انتهى قال له الرجل أريد منك أن تُكمل لي ما كنت تقول حيث أني أنشغلتُ بشئ ما، فقال له الشيخ كنت أقول ماذا؟ فأجابه الرجل كنت تقول: «شَاهِدتِ نُورُهْ وأنَا بَزُورُهْ فِرِح فُؤَاديِ وِزَاد سُرورُهْ وأنَا أَمَامِ الحَبِيِبْ مُحَمَّد» ومن وقتها أصبح هذا الكلام بمثابة ابتهال أساسي للشيخ الإسكندراني يؤديه في كل احتفال.

## التحاقه بالإذاعة
في عام 1969 م كان الإسكندراني يؤدي بعض الإبتهالات والتواشيح الدينية في رحاب مسجد الحسين بن علي رضي الله عنه، وكان من الحاضرين الموسيقار الكبير محمد حسن الشجاعي وكان رئيساً للإذاعة المصرية وقتذاك وأستمع إلى شيخنا في لون جديد من ألحان محمد عبد الوهاب وعبد الحليم حافظ ولكن بتغيير الكلمات إلي كلمات دينيه فمثلا أغنية «بحلم بيك أنا بحلم بيك» غيرها لتصبح «بمدح فيك أنا بمدح فيك» وأغنية «خيِّ خيِّ» غيرها لتصبح «حيِّ حيِّ أشكو إليك أمري يا حيِّ» وأغنية «أبو سمره السُكرة» غيرها لتصبح «أبو روضة منوره بنور خير الوري»، فعندما أستمع إليه الموسيقار محمد حسن الشجاعي في هذا اللون الجديد والفريد والذي لم يأت به أحد قبله ولن يأت به أحد بعده، أعجب به وسأله عن الكلمات التي يختارها وزنا للكلمات الأصلية دون الإخلال باللحن الموسيقي أو حدوث أي نشاذ فأجابه أن له صديق يسمي عبد الهادي محمود ويعمل موظفاً مدنياً بوزارة الداخلية هو الذي يقوم بتبديل كلمات الأغنية الأصلية بكلمات وعبارات دينيه دون الإخلال باللحن الموسيقي؛ فطلب منه رئيس الإذاعة الموسيقار محمد حسن الشجاعي الحضور والمثول أمام لجنة الاختبار بالإذاعة المصرية وبالفعل حضر شيخنا إلى دار الإذاعة المصرية وأعتمد بها مبتهلا ومنشداً دينياً مؤدياً للتواشيح الدينية وكان ذلك في عام 1975 م، هذا إلى جانب أن الإذاعة المصرية اتفقت معه على تدريب المبتهلين والقراء الجدد وتعليمهم المقامات الموسيقية وكيفية أداء الإنشاد أو الابتهال أو تلاوة القرآن الكريم.
شارك الشيخ في الاحتفالات الرسمية للدولة بالمناسبات الدينية كوزارة الأوقاف والمشيخة العامة للطرق الصوفية وكان يُطلَق عليه أنه مبتهل الإذاعة الأول.

## أعماله
في عام 1986 م سجَّل الشيخ للإذاعة المصرية العديد من الأغنيات الدينية والإنشاد الديني نذكر منها:
- في رحاب العفو
- نفسي أزور النبي
- الدعاء الديني
- أنا في الطريق إليك

إلي جانب العديد من الابتهالات والتواشيح الدينية منها:
- النُورُ قَد ضَاءَ لنَا وَأستَنَار
- تَرَكتُ النَاسَ كُلَّهُمُ وَرَائِي
- تَجلَّي مَولِدُ الهَادِي
- ذِكرَي لَهَا الإِكبَارُ وَالإِعظَامُ
- مِيلاَدُ طَهَ
- أَتيتُكَ سَائِلاً
- حَبيِبَ الله
- لِمَولِدِ أَحمَّدِ فِي كُلِ عَام سُرُورٌ
- يَا مَن إِذَا قُلتُ يَا مَولاَيَ لبَّانِي
- جِبِريِلُ جَاءَ مَعَ البُرَاقِ مِنَ السَّمَا
  - مجموعة مِن الفيديوهات النادرة

## وفاته
بعد رحلة عطاء في خدمة كتاب الله تعالي وسُنَّةِ رسوله صلى الله عليه وسلم، وفي يوم 31 أغسطس 2000 م وعن عمر ناهز الــ 69 عامًا، رحل عنا شيخ المبتهلين تاركاً ورائه العديد والعديد من التسجيلات سواء للإذاعة أو المحافل الخارجية.